# Santa Bárbara (Coripata)
Santa Bárbara ist eine Ortschaft im Departamento La Paz im südamerikanischen Anden-Staat Bolivien.

## Lage im Nahraum
Santa Bárbara ist Nachbarort zu Coripata, dem zentralen Ort des Municipio Coripata in der Provinz Nor Yungas. Die Ortschaft liegt auf einer Höhe von 1830 m auf einem Bergrücken direkt südwestlich von Coripata.

## Geographie
Santa Bárbara liegt im Übergangsbereich zwischen dem Altiplano und der Cordillera Real im Westen und den Ausläufern des Amazonas-Tieflandes im Osten. Das Klima der Region ist ein typisches Tageszeitenklima, bei dem die mittleren Temperaturschwankungen im Tagesverlauf deutlicher ausfallen als im Ablauf der Jahreszeiten.
Der Jahresniederschlag hier in den subtropischen Yungas liegt bei 1100 mm (siehe Klimadiagramm Coroico) und weist eine deutliche Trockenzeit von Mai bis August und eine Regenzeit von Dezember bis Februar auf. Die Monatsdurchschnittstemperaturen schwanken nur unwesentlich zwischen 20 °C und 25 °C, tagsüber ist es sommerlich warm und nachts angenehm kühl.

## Verkehrsnetz
Santa Bárbara liegt in einer Entfernung von 120 Straßenkilometern nordöstlich von La Paz, der Hauptstadt des Departamentos.
Von La Paz führt die asphaltierte Nationalstraße Ruta 3 in nordöstlicher Richtung 52 Kilometer bis Cotapata und von dort weitere 35 Kilometer bis Coroico. Hier zweigt die Ruta 40 nach Südosten ab und erreicht nach 32 Kilometern Coripata. Am südwestlichen Rand von Coripata zweigt nach wenigen hundert Metern eine Landstraße in westlicher Richtung nach Santa Gertrudis ab und erreicht nach einem halben Kilometer Santa Bárbara.

## Bevölkerung
Die Einwohnerzahl der Ortschaft ist im vergangenen Jahrzehnt auf fast das Dreifache angestiegen:
| Jahr | Einwohner         | Quelle       |
| ---- | ----------------- | ------------ |
| 1992 | keine Detaildaten | Volkszählung |
| 2001 | 108               | Volkszählung |
| 2012 | 292               | Volkszählung |
| 2024 |                   | Volkszählung |